# 神徳英雄
神徳 英雄（こうとく ひでお、1950年 - ）は朝日新聞出版社の元社長。
朝日新聞に入り、経済部の箱島信一派の中核メンバーとして頭角を表す。箱島は次の社長に神徳を考えていたが、政治部秋山耿太郎派が難色を示し、朝日新聞出版の社長に就任した。その後、週刊朝日による橋下徹特集記事問題で引責辞任した。